# Szaíd egyiptomi alkirály
Szaíd (Kairó, 1822. március 17. – Kairó, 1863. január 13.) egyiptomi alkirály 1854-től haláláig.
Muhammad Ali negyedik fiaként született. 1854-ben unokaöccse, I. Abbász halála után vette át az uralkodást és mindjárt több súlyos kereskedelmi monopoliumot eltörölt és a rabszolgakereskedelmet korlátok közé szorította. Később is kitűnt éles szellemével, felvilágosodott nézeteivel, de elődei bűnétől, a kincsgyűjtés szenvedélyétől nem szabadult meg. Hogy a török porta fennhatóságától meneküljön, utat nyitott a francia befolyásnak, támogatta a Szuezi-csatorna tervét és a Nílus forrásainak felkutatására küldött expedíciókat. 1862-ben Párizst is meglátogatta. 1863-as halála után utóda unokaöccse, Iszmáíl pasa lett.